# Malañeu
Malañeu es un lugar del municipio español de La Nou de Berguedá, perteneciente a la provincia de Barcelona, en la comunidad autónoma de Cataluña.

## Toponimia
El nombre del lugar puede encontrarse referido con las grafías Malañeu y Malanyeu.

## Historia
A mediados del siglo XIX, el lugar era descrito como una cuadra del ayuntamiento de San Martín de la Nou. Aparece descrito en el decimoprimer volumen del Diccionario geográfico-estadístico-histórico de España y sus posesiones de Ultramar de Pascual Madoz de la siguiente manera:

MALAÑEU: cuadra en la prov. aud. terr. y c. g. de Barcelona, part. jud. de Berga, ayunt. de San Martin de la Nou. (V.)
(Madoz, 1848, p. 110)